# Stabilizátor napětí

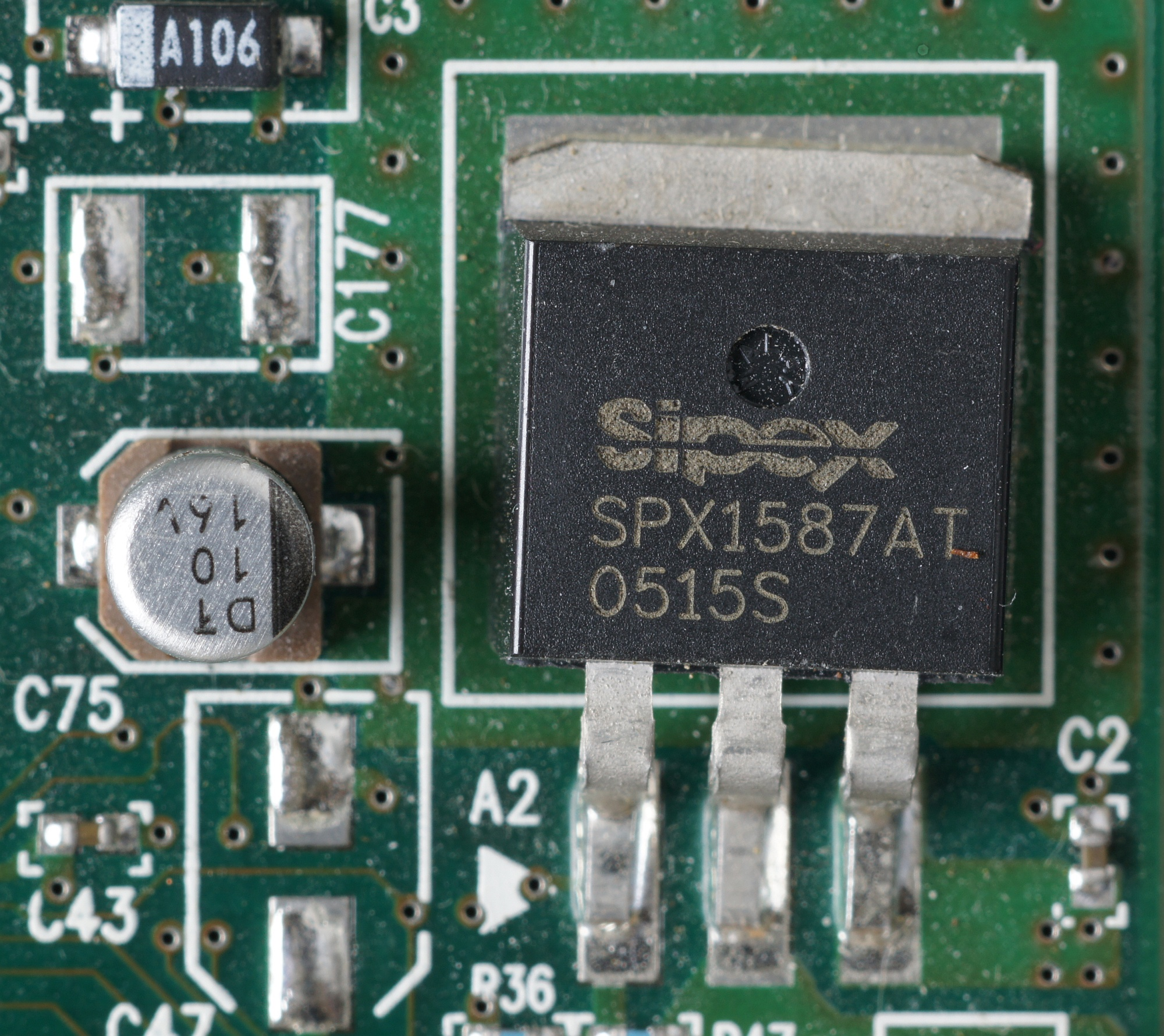
Integrovaný stabilizátor osazený v desce s plošnými spoji

Stabilizátor je elektrické zapojení diskrétních součástek nebo elektrotechnická součástka na principu integrovaného obvodu, která umožňuje stabilizovat výstupní napětí nebo proud při změnách výstupního proudu, vstupního napětí a teploty okolí.
Na jiných veličinách není obvykle hodnota výstupního napětí závislá, pokud ano, je třeba sledovat i takovéto vlivy (např. stárnutí součástek, vliv elektromagnetického rušení apod.). Kromě stabilizačních účinků (kterými je míněna regulace na konstantní hodnotu) každý typ stabilizátoru více či méně snižuje střídavou složku výstupního napětí (zvlnění) a pracuje tedy jako filtr.

## Rozdělení stabilizátorů
Podle principu funkce se stabilizátory dělí na několik skupin:
- v sériovém nebo paralelním zapojení
- parametrické – bez zpětné vazby nebo se zpětnovazební smyčkou
- lineární nebo spínané stabilizátory
- podle stabilizace polarity napětí kladné/záporné
- stabilizátory proudu, stabilizátory napětí

## Stabilizátory napětí
Úkolem stabilizátoru napětí je udržovat konstantní napětí nebo v povolené toleranci na výstupu při změně zatěžovacího proudu (při změně
{\displaystyle R_{Z}}) nebo při změně (kolísání) vstupního napětí. Dělí se na dvě skupiny - parametrické a zpětnovazební (degenerativní).

### Lineární parametrický stabilizátor
- základní zapojení se zenerovou diodou
- sériové provedení stabilizátoru

- + výkonový tranzistor
- paralelní zapojení

Parametrický stabilizátor:

Zdokonalený stabilizátor

Využívají parametrů součástek, nejčastěji velmi strmého průběhu volt-ampérové (VA) charakteristiky zenerovy diody nebo lavinové diody v závěrném směru. Nevýhoda je, že zenerovou diodou musí protékat poměrně velký proud. Proud protékající zátěží přes odpor R snižuje se účinnost {\displaystyle \eta }. Výhodou je jednoduché zapojení a omezení zkratového proudu (odporem R).
Zdokonalený stabilizátor využívá stejného principu funkce zenerovy diody. Pro regulaci je však použit regulační tranzistor zapojený jako emitorový sledovač.

### Lineární zpětnovazební stabilizátor

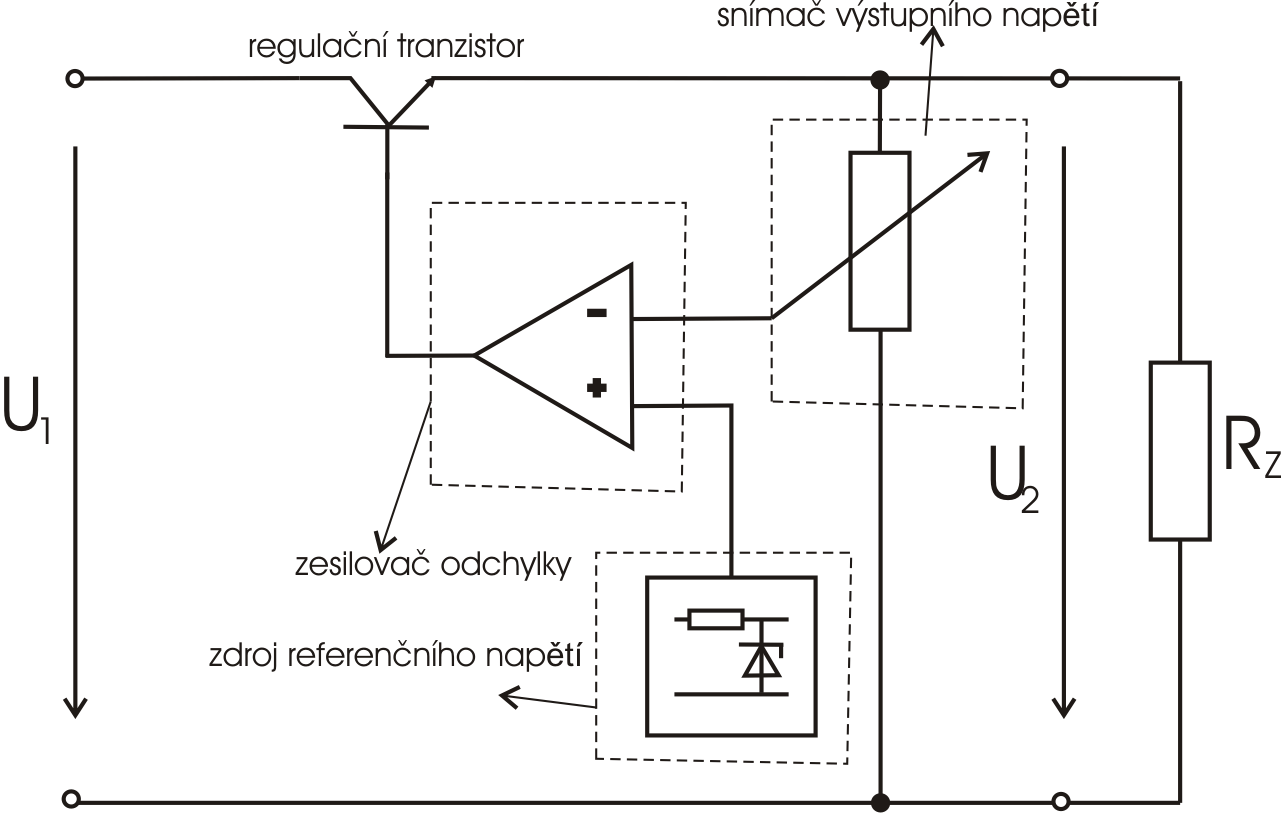
Blokové schéma zpětnovazebního stabilizátoru napětí

Pracují na principu porovnávání žádaného (referenčního) a skutečného napětí. Jako akční prvek se používá tranzistor v zapojení emitorového sledovače. Stupeň otevření tranzistoru je řízen proudem báze, který odpovídá odchylce od požadovaného napětí.
Operační zesilovač odchylky zesiluje rozdíl mezi referenčním napětím a částí výstupního napětí. Výstup zesilovače odchylky budí sériový regulační tranzistor, sníží-li se výstupu napětí, například při vyšší zátěži, zvýší se regulační odchylka, regulační tranzistor je buzen větším napětím. Jeho vnitřní odpor se zmenší a napětí na výstupu se zvětší.
Rovnice podle 2. Kirchhoffova zákona: {\displaystyle \ U_{1}=U_{T}+U_{2}},
U1 … vstupní nestabilizované napětí

UT … napětí na regulačním tranzistoru

U2 … výstupní stabilizované napětí
Popis obvodu

Praktické zapojení stabilizátoru z diskrétních součástek

T1 výkonový regulační tranzistor v zapojení emitorového sledovače; R1 budící odpor báze T1; R2, ZD zdroj referenčního napětí; R3, R4 odporový dělič stabilizovaného napětí zpětné vazby; T2 zesilovač odchylky; RZ zátěž stabilizátoru.
Funkce
Při poklesu výstupního napětí U2 vlivem zmenšení odporové zátěže RZ a nebo poklesem vstupního napětí U1 dojde k poklesu napětí báze tranzistoru T2 tvořeného na děliči R3a R4. Protože napětí na emitoru T2, tvořené R2 a ZD je konstantní, dojde k přivření tranzistoru T2. Protože odpor R1, tranzistor T2 a ZD tvoří odporový dělič, dojde ke zvýšení napětí báze T1 (též kolektorového napětí T2). Bází T1 začne protékat větší proud, který způsobí větší otevření tranzistoru T1, tím se sníží jeho odpor; respektive se sníží napětí mezi jeho kolektorem a emitorem a výstupní napětí U2 se zvýší.
Při zvýšení výstupního napětí U2 vlivem zvětšení odporové zátěže RZ a nebo zvýšením vstupního napětí U1 je situace opačná, dojde o většímu otevření tranzistoru T2, což sníží napětí na bázi T1 a regulační tranzistor se přivře, tím poklesne vstupní napětí U2.
V limitním případě, kdy odpor zátěže RZ=0 (například nabíjení kondenzátoru po zapnutí) je i výstupní napětí U2=0. V tomto případě je tranzistor T2 zcela uzavřen a na bázi tranzistoru T1 je plné vstupní napětí U1. Proud báze tranzistoru T1 je omezen pouze odporem R1. Při tomto, dlouhodobém, stavu může dojít k poškození regulačního tranzistoru.

### Spínaný zpětnovazební stabilizátor
Popis

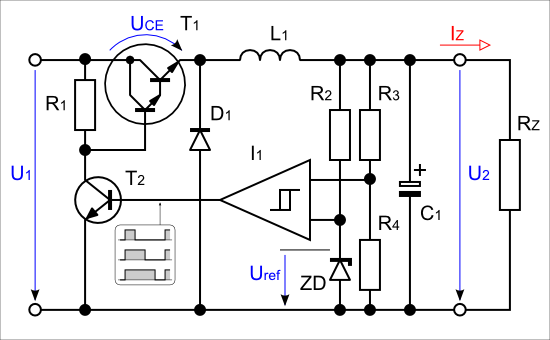
Spínaný stabilizátor

Spínaný zpětnovazební stabilizátor pracuje na podobném principu jako lineární se zpětnou vazbou. Vzájemně se liší způsobem řízení tranzistoru T1. Zatímco u spojitého stabilizátoru je stupeň otevření tranzistoru T1 dán odchylkou napětí, u spínaného stabilizátoru přechází tranzistor T1 pouze mezi stavy sepnuto/rozepnuto. Šířka impulsu spínacího tranzistoru je potom úměrná rozdílu mezi skutečným a žádaným stabilizovaným napětím.
{\displaystyle \ t_{on}=f(U_{ref}-U_{2})}  {\displaystyle \ [s;V]}
Pro generování spínacích impulsů je používán princip pulsně šířková modulace (PWM), kdy parametrem je napěťová odchylka. Přesnost stabilizovaného napětí v uvedeném zapojení závisí na hysterezi komparátoru. Čím menší bude hystereze, tím častěji bude tranzistor T1 spínán a výstupní napětí bude stabilnější. Při vysoké frekvenci spínání tranzistoru může dojít k jeho „pískání“. Spínaný stabilizátor pro svoji funkci nutně potřebuje trvale připojený kondenzátor, ve kterém se hromadí energie dodávaná spínacím tranzistorem, a působí jako filtr.
Funkce
Pokud pracuje zdroj v ustáleném režimu, je tranzistor T1 spínán střídou (poměr zapnutí/vypnutí), která odpovídá potřebě dodávaného výkonu do zátěže RZ. Pokud dojde k poklesu napětí U2 vlivem větší zátěže, dojde v PWM generátoru ke změně střídy tak, že se prodlouží doba sepnutí tranzistoru T1 na úkor jeho rozepnutí. Tím je kondenzátor na výstupu nabíjen delší dobu a napětí vzroste. V opačném případě, kdy výstupní napětí je vyšší než požadované, je obvodem PWM generována kratší doba sepnutí tranzistoru T1 a delší doba jeho rozepnutí. Tím je kondenzátor na výstupu nabíjen kratší dobu a napětí na něm poklesne.
V limitním případě, kdy odpor zátěže RZ=0 je situace stejná jako výše.
PoznámkaSpínaný stabilizátor není shodný se spínaným zdrojem, například nepřináší rozměrovou úsporu transformátoru.

## Ztrátový výkon
Ztrátový výkon je výkon, který je bez užitku mařen při stabilizaci napětí a přeměňuje se na odpadní teplo. S tímto ztrátovým výkonem je nutno počítat již při návrhu a volbě stabilizátoru.
Ztrátový výkon lineárního stabilizátoru:
{\displaystyle \ P_{max}=(U_{1max}-U_{2min})\cdot I_{max}}  {\displaystyle \ [W;V,A]}
Ztrátový výkon spínaného stabilizátoru je dán pouze ztrátovým výkonem jednotlivých součástek a ztrátovým výkonem spínaném tranzistoru, který je menší než na regulačním tranzistoru; ztrátový výkon stabilizátoru:
{\displaystyle \ P_{max}=P_{DS}+U_{T1CE}\cdot I_{max}}  {\displaystyle \ [W;W,V,A]}

## Integrované stabilizátory

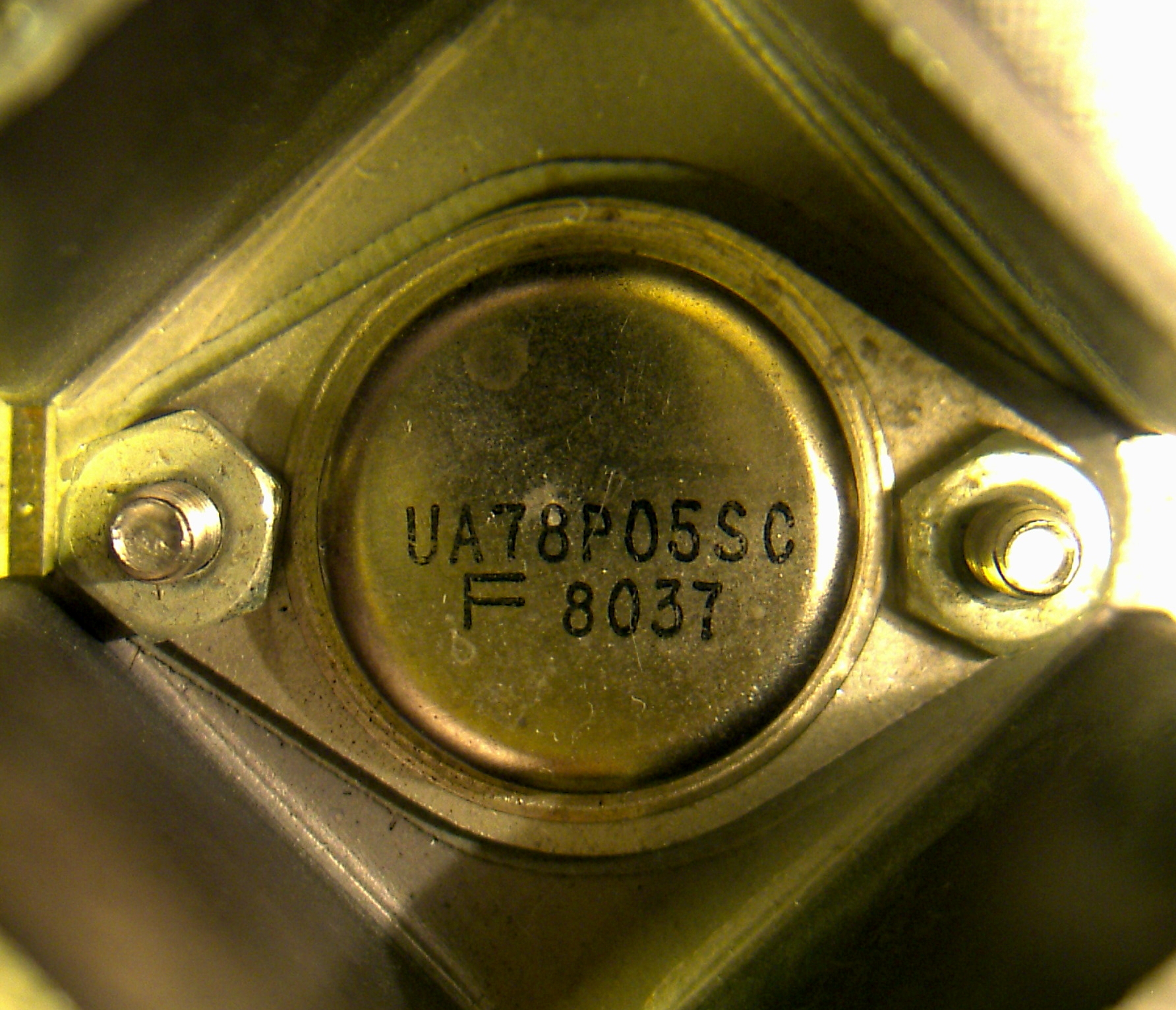
Integrovaný výkonový stabilizátor v kovovém pouzdře montovaný na chladiči

Integrované stabilizátory řady 78xx jsou vytvořeny na principu integrovaného obvodu uzavřené v plastovém nebo kovovém pouzdru. U stabilizátorů malých výkonů není potřeba chlazení ale zpravidla je požadována montáž na vhodný podklad, který podle ztrátového výkonu zajistí odvod ztrátového tepla. Stabilizátory v plastovém pouzdru vyžadující chlazení mají z výroby připravenu chladicí plochu pro montáž na chladič.

### Značení stabilizátorů
Kódové značení stabilizátorů je dle šablony: 7XYU , ovšem výrobci občas nerespektují značení a zaměňují pořadí maximálního proudu a prvního dvojčíslí.
- napětí: 7X … 78 – kladné stabilizované napětí / 79 – záporné stabilizované napětí
- proud: Y … L – 0,1 A / nic – 1,5 A / S – 2 A / T – 3 A /
- veličina U … U = napětí

Příklady:
- 78T12 = kladný stabilizátor pro proud 3 A a napětí 12 V
- 7806 = kladný stabilizátor pro proud 1,5 A a napětí 6 V